# 雲井通

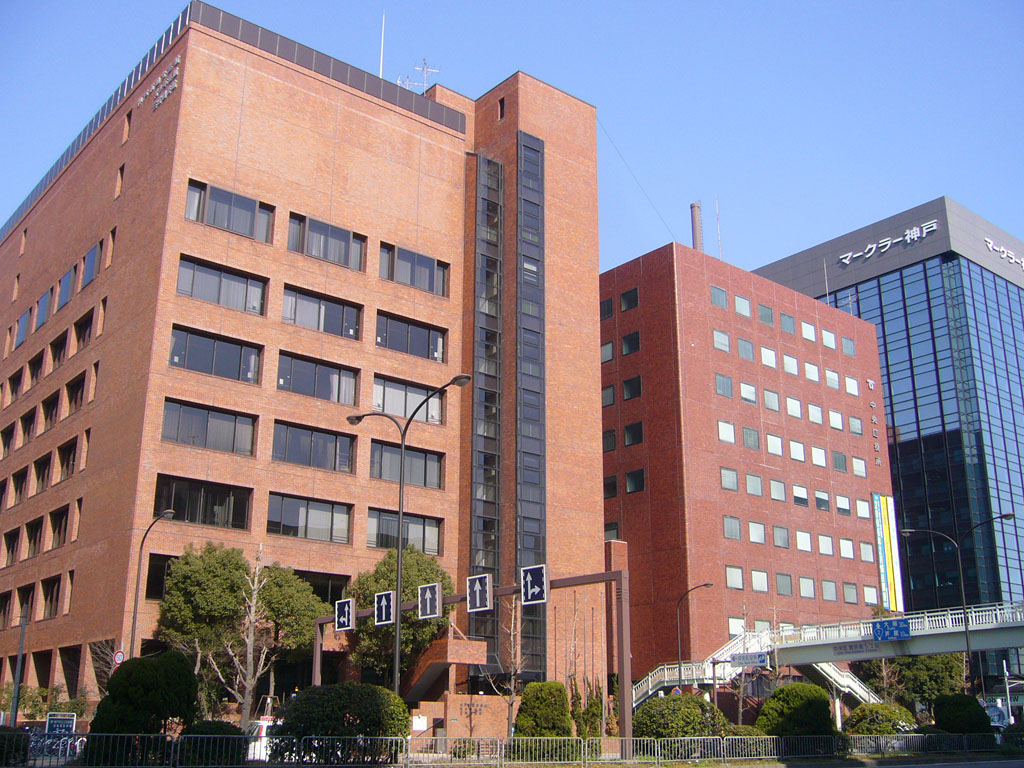
中央区役所

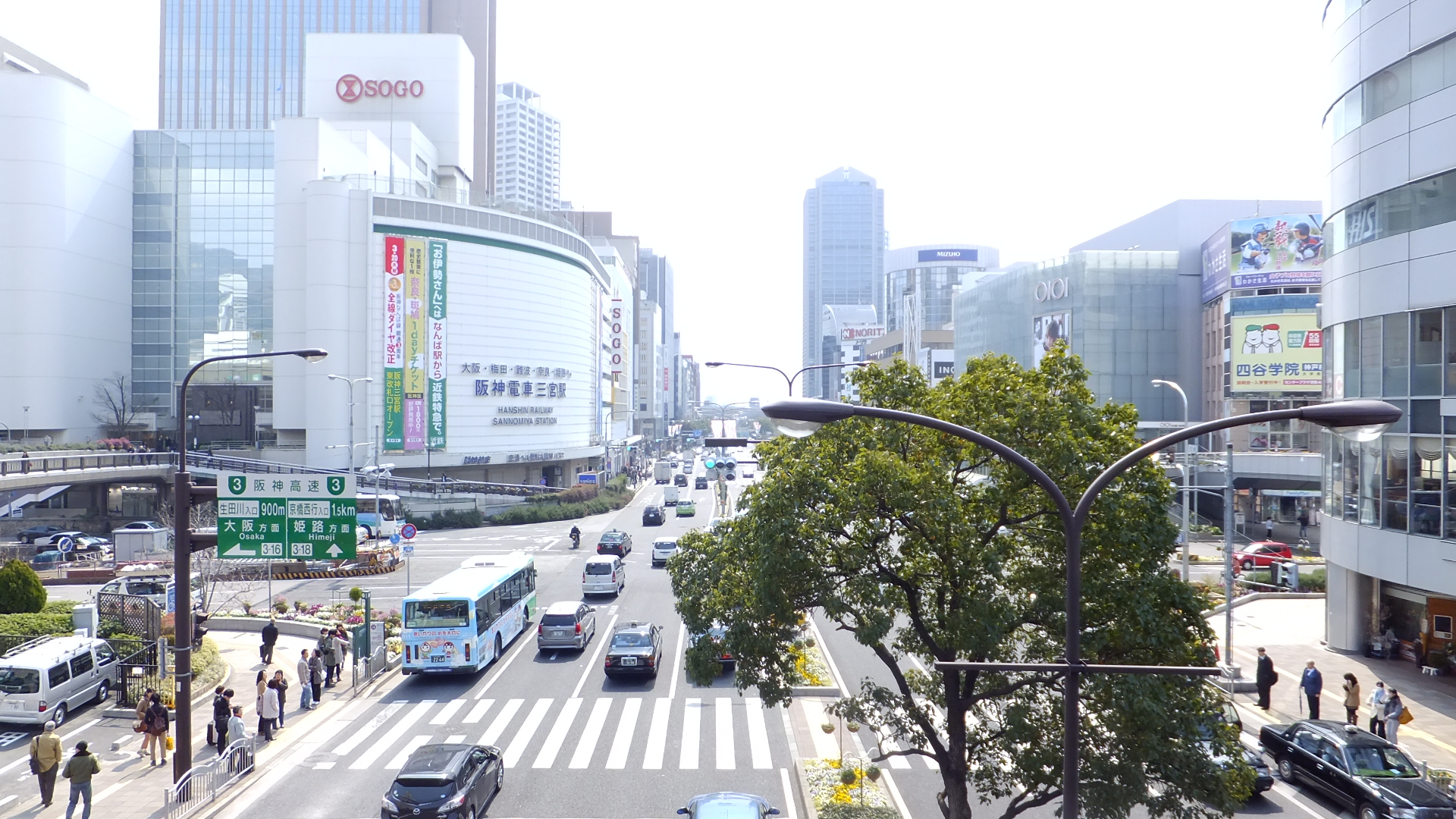
雲井通を通過するフラワーロード
雲井通8丁目で撮影

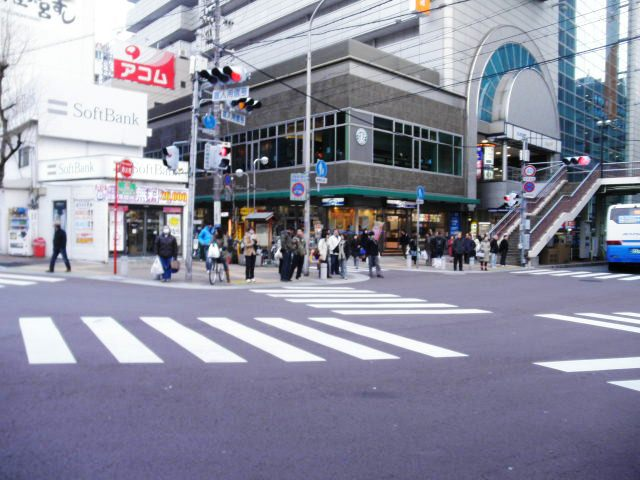
ダイエー三宮店前の街並み
雲井通6丁目で撮影

雲井通（くもいどおり）は兵庫県神戸市中央区の町名。現行行政地名は雲井通一丁目から雲井通八丁目。郵便番号651-0096。

## 地理
旧・葺合区西部、国道2号北側、生田川西側、JR三ノ宮駅南側に位置する。商業地域。五丁目に中央区役所が置かれる。
東は生田川を挟み（新生田川橋＝国道2号と雲井橋で接続）吾妻通、南は国道2号を挟み小野柄通、西はフラワーロード上が加納町、北西は琴ノ緒町、北は旭通。東から順に一～八丁目が置かれている。

## 歴史
明治32年（1899年）に神戸市葺合の一部から葺合雲井通として成立。昭和6年（1931年）、葺合区の一部となるまで「葺合」を冠称。昭和55年（1980年）から中央区。
葺合地区には布引の滝に因んだ町名が多いが、同町もその一つで、『西摂大観』によれば藤原隆家の「雲井よりつらぬき懸る白玉を誰れ布引の滝といひけむ」、皇太后宮大夫祐家の「めづらしや雲井遥に見ゆるかなよに流れたる布引の滝」、皇后宮権太夫経信の「雲井よりとゝろき落つる滝つせはただ白糸のたたぬなりけり」といった和歌からとったという。東雲通、旭通、日暮通と対応したともいうが、いずれにしても佳名として名づけられた。 この一帯はかつて新川スラムと呼ばれるスラム街であった。

### 沿革
- 明治28年（1895年）、今日のJR三ノ宮駅付近に本妙院という寺が尼崎から移される。兵庫区中道通に住んでいた当時88歳の老婆山本トキが一人で建てた寺として評判となった。
- 大正元年（1912年）、神戸電気鉄道（後の神戸市電）布引線開通。
- 大正5年（1916年）、阪神電気鉄道が神戸加納町五丁目まで延長。
- 昭和6年（1931年）、国鉄（現JR）の駅が北隣に設けられる（現在地に三ノ宮駅が移転する）。
- 昭和8年（1933年）、阪神電気鉄道が岩屋駅から地下線となり、三ノ宮駅（現・三宮駅）を南隣の小野柄通八丁目に移転。
- 昭和9年（1934年）、火災に遭った葺合区役所が町内に移転。
- 昭和10年（1935年）、市電東部国道線が開通。
- 昭和11年（1936年）、阪神急行電鉄（現阪急電鉄）が上筒井終点から延長され高架で三宮へ乗り入れる。
- 昭和20年（1945年）、戦災で区役所が燃え、二宮・福住・雲中の各国民学校を転々として昭和24年（1949年）旗塚通へ移転。
- 昭和31年（1956年）、神戸新聞会館建設。
- 昭和55年（1980年）、中央区誕生に伴い再び区役所が置かれる。また、市青少年会館も建てられる。
- 昭和56年（1981年）、神戸新交通ポートアイランド線三宮駅、三宮ターミナルビル開業。
- 昭和60年（1985年）、神戸市営地下鉄西神・山手線が開通。
- 平成13年（2001年）、神戸市営地下鉄海岸線が開通。

## 人口統計
- 平成17年国勢調査（2005年10月1日現在）での世帯数690、人口1,237、うち男性560人、女性677人[1]。
- 昭和63年（1988年）の世帯数515・人口1,143[2]。
- 昭和35年（1960年）の世帯数752・人口3,088[2]。
- 大正9年（1920年）の世帯数1,080・人口4,549[2]。